# Rendiconti di Matematica e delle sue Applicazioni
Les Rendiconti di Matematica e delle sue Applicazioni (Comptes rendus de mathématiques et de ses applications) sont une revue mathématique à évaluation par les pairs , publiées conjointement par le département de mathématiques « Guido Castelnuovo » de l'université de Rome « La Sapienza » et par  l'Istituto Nazionale di Alta Matematica « Francesco Severi » (en) (abrégé en INdAM), fondé en 1913,. La revue commence ses publications une année plus tard, en 1914 ; son premier directeur était Vito Volterra.

## Description
Le journal publie des articles de recherche en mathématiques pures et appliquées, sans imposer de limite à la taille des travaux ; c'est pourquoi la soumission d'articles de synthèse, de travaux de nature fondamentale ou de thèses est également encouragée. Comme d'usage dans les journaux à évaluation par les pairs, tout article est examiné par des rapporteurs. Le journal est en libre accès dans sa version électronique ; la version imprimée est payante. Le journal publie les articles acceptés au fur et à mesure de leur arrivée sous leur forme finale. La version imprimée est publiée sous la forme d'un volume de 300 pages environ, composé de deux à quatre numéros.
Le journal est indexé, et des résumés sont publiés dans  Mathematical Reviews,  Zentralblatt MATH et Scopus. Le Mathematical Citation Quotient (MCQ) des Mathematical Reviews donne 0,28 pour l'année 2018.

## Histoire
Le journal est fondé en 1913 sous le nom de  « Seminario Matematico della Regia Università di Roma: Rendiconti delle sedute », avec comme premier rédacteur en chef Vito Volterra. Le nom du journal a changé plusieurs fois durant les cent dernières années.

### Rédacteurs en chef successifs
- Vito Volterra 1914-1921
- Guido Castelnuovo 1921-1922
- Federigo Enriques  1922-1935
- Gaetano Scorza  1936-1939
- Fabio Conforto 1940-1954
- Enrico Bompiani  1940-1959
- Francesco Severi  1940-1961
- Beniamino Segre  1960-1972
- Gaetano Fichera  1973-1976
- Aldo Ghizzetti  1973-1983
- Emilio Ricci  1984-1995
- Pietro Benvenuti 1986-2003
- Alessandro Silva 2004-2015
- Marco Manetti 2016-maintenant

### Noms successifs du journal
- Seminario Matematico della Regia Università di Roma: Rendiconti delle sedute
  - 1913–1922 : Série I
  - 1922–1931 : Série II
  - 1931–1935 : Série III
- Rendiconti del Seminario Matematico della Regia Università di Roma
  - 1936–1939 : Série IV
- Rendiconti di Matematica e delle sue Applicazioni 
  - 1940–1967 : Série V
- Rendiconti di Matematica
  - 1968–1980 : Serie VI
  - 1981–1986 : Serie VII
- Rendiconti di Matematica e delle sue Applicazioni 
  - 1986 – maintenant : Série VII

### L'influence de l'INdAM
La création de l'Istituto Nazionale di Alta Matematica (en) en 1939, sous l'influence de Francesco Severi, a eu des conséquences importantes sur le journal. Le 23 novembre 1939, durant sa première réunion, le conseil scientifique du nouvel institut élargit les objectifs du journal pour tenir compte des aspects d'enseignement et change le titre en conséquence. Ainsi, les premiers volumes de la Série V contiennent également la liste des cours de l'INdAM de l'année en cours
, et des recueils de problèmes de recherche proposés par les enseignants de l'Institut,.